# Liga Mistrzów CONCACAF (2008/2009)
Liga Mistrzów CONCACAF 2008/2009 – czterdziesty czwarty sezon najbardziej prestiżowego turnieju w północnoamerykańskiej klubowej piłce nożnej, pierwszy po reformie rozgrywek i przemianowaniu jej z Pucharu Mistrzów na Ligę Mistrzów.
W rozgrywkach wzięły udział dwadzieścia cztery drużyny z trzynastu krajów. Zwycięzcą po raz drugi w historii został meksykański Atlante FC, po pokonaniu w dwumeczu finałowym innego zespołu z Meksyku – Cruz Azul. Tym samym zakwalifikował się na Klubowe Mistrzostwa Świata.

## Podział miejsc w rozgrywkach
| Lp. | Federacja             | Drużyny |
| --- | --------------------- | ------- |
| 1   | Meksyk                | 4       |
| 1   | Stany Zjednoczone     | 4       |
| 3   | CFU Club Championship | 3       |
| 4   | Gwatemala             | 2       |
| 4   | Honduras              | 2       |
| 4   | Kostaryka             | 2       |
| 4   | Panama                | 2       |
| 4   | Salwador              | 2       |
| 9   | Belize                | 1       |
| 9   | Kanada                | 1       |
| 9   | Nikaragua             | 1       |

## Uczestnicy
Lista uczestników Ligi Mistrzów CONCACAF 2008/2009 z wyszczególnieniem rund, w których dane drużyny rozpoczęły udział w rozgrywkach.
| Faza grupowa               | Faza grupowa         | Faza grupowa           | Faza grupowa                |
| -------------------------- | -------------------- | ---------------------- | --------------------------- |
| Atlante (L)                | Houston Dynamo (L)   | Deportivo Saprissa (L) | Municipal (L)               |
| Santos Laguna (L)          | D.C. United (L)      | Olimpia (L)            | Luis Ángel Firpo (L)        |
| Runda kwalifikacyjna       |                      |                        |                             |
| Pumas UNAM (L)             | Deportivo Jalapa (L) | San Francisco (L)      | Real Estelí (L)             |
| Cruz Azul (L)              | Marathón (L)         | Isidro Metapán (L)     | Harbour View (CFU)          |
| New England Revolution (P) | Alajuelense (L)      | Hankook Verdes (L)     | Joe Public (CFU)            |
| Chivas USA (L)             | Tauro (L)            | Montreal Impact (P)    | Puerto Rico Islanders (CFU) |

## Runda kwalifikacyjna
| Drużyna 1                            | Wynik dwumeczu | Drużyna 2              | Pierwszy mecz | Drugi mecz |
| ------------------------------------ | -------------- | ---------------------- | ------------- | ---------- |
| Cruz Azul                            | 12:0           | Hankook Verdes         | 6:0           | 6:0        |
| Tauro                                | 3:1            | Chivas USA             | 2:0           | 1:1        |
| Joe Public                           | 6:1            | New England Revolution | 2:1           | 4:0        |
| Montreal Impact                      | 1:0            | Real Estelí            | 1:0           | 0:0        |
| Alajuelense                          | 2:3            | Puerto Rico Islanders  | 1:1           | 1:2        |
| Isidro Metapán                       | 3:4            | Marathón               | 2:2           | 1:2        |
| Deportivo Jalapa                     | 1:5            | San Francisco          | 1:0           | 0:5        |
| Harbour View                         | 3:0            | Pumas UNAM             | odwoł.        | 0:3        |
| Po lewej gospodarz pierwszego meczu. |                |                        |               |            |

### Pierwsze mecze
| 26 sierpnia 2008 19:00 UTC-7 | Cruz Azul · Torrado 16' · Andrade 18', 72' · Orozco 38', 68', 87' | 6:0(3:0) | Hankook Verdes | Estadio Azul, Meksyk Widzów: 5 000 Sędzia: Luis Rodriguez de la Rosa |
|                              |                                                                   |          |                |                                                                      |

| 26 sierpnia 2008 20:00 UTC-4 | Tauro · Aguilar 6', 67' | 2:0(1:0) | Chivas USA | Estadio Nacional Rod Carew, Panama Widzów: 500 Sędzia: Elmar Rodas |
|                              |                         |          |            |                                                                    |

| 26 sierpnia 2008 20:00 UTC-6 | Joe Public · Richardson 50' · Gay 70' | 2:1(0:0) | New England Revolution · 76' (k.) Castro | Marvin Lee Stadium, Tunapuna Widzów: 2 100 Sędzia: Courtney Campbell |
|                              |                                       |          |                                          |                                                                      |

| 27 sierpnia 2008 21:00 UTC-4 | Montreal Impact · Gjertsen 42' | 1:0(1:0) | Real Estelí | Saputo Stadium, Montreal Widzów: 13 034 Sędzia: Dave Peterkin |
|                              |                                |          |             |                                                               |

| 27 sierpnia 2008 21:00 UTC-6 | Alajuelense · Fernández 23' | 1:1(1:0) | Puerto Rico Islanders · 63' Telesford | Estadio Alejandro Morera Soto, Alajuela Widzów: 992 Sędzia: Elmer Bonilla |
|                              |                             |          |                                       |                                                                           |

| 27 sierpnia 2008 21:00 UTC-6 | Isidro Metapán · Aguilar 2' · Reyes 61' | 2:2(1:1) | Marathón · 13' (sam.) Alvarado · 49' Acevedo | Estadio Cuscatlán, San Salvador Widzów: 1 500 Sędzia: Edgar Rodríguez |
|                              |                                         |          |                                              |                                                                       |

| 28 sierpnia 2008 20:00 UTC-5 | Deportivo Jalapa · Castillo 16' | 1:0(1:0) | San Francisco | Estadio Las Flores, Jalapa Widzów: 1 500 Sędzia: Ricardo Zelaya |
|                              |                                 |          |               |                                                                 |

| 29 sierpnia 2008 21:00 UTC-5 | Harbour View | 3:0 wo. | Pumas UNAM |  |
|                              |              |         |            |  |

### Rewanże
| 2 września 2008 20:00 UTC-5 | New England Revolution | 0:4(0:2) | Joe Public · 16', 45', 81' Richardson · 48' Nelson | Gillette Stadium, Foxborough Widzów: 4 000 Sędzia: Steven Depiero |
|                             |                        |          |                                                    |                                                                   |

| 2 września 2008 21:00 UTC-4 | Real Estelí | 0:0(0:0) | Montreal Impact | Estadio Carlos Miranda, Comayagua Widzów: 1 000 Sędzia: Ricardo Cerdas |
|                             |             |          |                 |                                                                        |

| 3 września 2008 19:00 UTC-4 | Puerto Rico Islanders · Jagdeosingh 87' · Atieno 89' | 2:1(0:1) | Alajuelense · 17' Rodríguez | Estadio Juan Ramón Loubriel, Bayamón Widzów: b.d. Sędzia: Trevor Taylor |
|                             |                                                      |          |                             |                                                                         |

| 3 września 2008 21:00 UTC-6 | Hankook Verdes | 0:6(0:3) | Cruz Azul · 17', 40' Orozco · 37' Sabah · 51' Villaluz · 70', 84' Vigneri | Estadio Las Flores, Jalapa Widzów: 500 Sędzia: José René Guerrero |
|                             |                |          |                                                                           |                                                                   |

| 3 września 2008 21:00 UTC-6 | Marathón · García 26' · Mejía 47' | 2:1(1:1) | Isidro Metapán · 10' Garcete | Estadio Olímpico Metropolitano, San Pedro Sula Widzów: 2 529 Sędzia: Paul Delgadillo |
|                             |                                   |          |                              |                                                                                      |

| 4 września 2008 21:00 UTC-5 | San Francisco · Zapata 8', 75' · Pérez 10' · Solís 17', 73' | 5:0(3:0) | Deportivo Jalapa | Estadio Nacional Rod Carew, Panama Widzów: 1 000 Sędzia: Hugo León Guajardo |
|                             |                                                             |          |                  |                                                                             |

| 4 września 2008 21:00 UTC-5 | Pumas UNAM · Palencia 65', 90+3' · Chiapas 89' | 3:0(0:0) | Harbour View | Estadio Olímpico Universitario, Meksyk Widzów: 10 000 Sędzia: Ricardo Salazar |
|                             |                                                |          |              |                                                                               |

## Faza grupowa

### Grupa A
| Lp. | Drużyna            | M | Z | R | P | Bramki | Bramki | +/– | Pkt |
| --- | ------------------ | - | - | - | - | ------ | ------ | --- | --- |
| 1   | Marathón (A)       | 6 | 4 | 1 | 1 | 12     | 5      | +7  | 13  |
| 2   | Cruz Azul (A)      | 6 | 3 | 1 | 2 | 8      | 4      | +4  | 10  |
| 3   | Deportivo Saprissa | 6 | 3 | 1 | 2 | 7      | 9      | −2  | 10  |
| 4   | D.C. United        | 6 | 0 | 1 | 5 | 4      | 13     | −9  | 1   |

|                    | MAR | CAZ | SAP | DCU |
| ------------------ | --- | --- | --- | --- |
| Marathón           | –   | 2:0 | 2:0 | 0:0 |
| Cruz Azul          | 1:1 | –   | 4:0 | 2:0 |
| Deportivo Saprissa | 2:1 | 1:0 | –   | 2:2 |
| D.C. United        | 2:4 | 0:1 | 0:2 | –   |

| 16 września 2008 20:00 UTC-4 | D.C. United | 0:2(0:0) | Deportivo Saprissa · 32' Centeno · 52' Arrieta | RFK Stadium, Waszyngton Widzów: 6 105 Sędzia: Marco Rodríguez |
|                              |             |          |                                                |                                                               |

| 17 września 2008 20:00 UTC-6 | Marathón · Mejía 34' · Beata 55' | 2:0(1:0) | Cruz Azul | Estadio Olímpico Metropolitano, San Pedro Sula Widzów: 6 540 Sędzia: Walter López |
|                              |                                  |          |           |                                                                                   |

| 23 września 2008 21:00 UTC-5 | Cruz Azul · Sabah 24' · Torrado 55' · Zeballos 61' · Riveros 67' | 4:0(1:0) | Deportivo Saprissa | Estadio Azul, Meksyk Widzów: 6 500 Sędzia: Terry Vaughn |
|                              |                                                                  |          |                    |                                                         |

| 24 września 2008 20:00 UTC-6 | Marathón · Núñez 65' · Norales 83' | 0:0(2:0) | D.C. United | Estadio Olímpico Metropolitano, San Pedro Sula Widzów: 8 000 Sędzia: Wálter Quesada |
|                              |                                    |          |             |                                                                                     |

| 30 września 2008 20:00 UTC-6 | Deportivo Saprissa · Borges 68' · Alpízar 86' | 2:1(0:0) | Marathón · 50' (k.) Núñez | Estadio Ricardo Saprissa Aymá, San José Widzów: 6 000 Sędzia: Jair Marrufo |
|                              |                                               |          |                           |                                                                            |

| 1 października 2008 20:00 UTC-4 | D.C. United | 0:1(0:0) | Cruz Azul · 55' Zeballos | RFK Stadium, Waszyngton Widzów: 7 214 Sędzia: Paul Ward |
|                                 |             |          |                          |                                                         |

| 7 października 2008 19:00 UTC-5 | Cruz Azul · Orozco 14' | 1:1(1:0) | Marathón · 87' Norales | Estadio Azul, Meksyk Widzów: 4 926 Sędzia: Carlos Batres |
|                                 |                        |          |                        |                                                          |

| 9 października 2008 20:00 UTC-6 | Deportivo Saprissa · Elizondo 81', 85' | 2:2(0:1) | D.C. United · 6' Doe · 90' Djaczenko | Estadio Ricardo Saprissa Aymá, San José Widzów: 10 000 Sędzia: Germán Arredondo |
|                                 |                                        |          |                                      |                                                                                 |

| 21 października 2008 21:00 UTC-5 | Cruz Azul · Vigneri 36' · Zeballos 88' | 2:0(1:0) | D.C. United | Estadio Azul, Meksyk Widzów: 4 265 Sędzia: Roberto Moreno |
|                                  |                                        |          |             |                                                           |

| 29 października 2008 20:00 UTC-4 | D.C. United · Doe 10' · Janicki 61' | 2:4(1:1) | Marathón · 31' Martínez · 46' Berríos · 53' Núñez · 68' Chávez | RFK Stadium, Waszyngton Widzów: 7 156 Sędzia: Benito Archundia |
|                                  |                                     |          |                                                                |                                                                |

| 29 października 2008 18:00 UTC-6 | Deportivo Saprissa · Alpízar 61' | 1:0(0:0) | Cruz Azul | Estadio Ricardo Saprissa Aymá, San José Widzów: 12 800 Sędzia: Ricardo Salazar |
|                                  |                                  |          |           |                                                                                |

| 5 listopada 2008 19:00 UTC-6 | Marathón · Chávez 10' · Núñez 75' | 2:0(1:0) | Deportivo Saprissa | Estadio Olímpico Metropolitano, San Pedro Sula Widzów: 2 915 Sędzia: Roberto Moreno |
|                              |                                   |          |                    |                                                                                     |

### Grupa B
| Lp. | Drużyna            | M | Z | R | P | Bramki | Bramki | +/– | Pkt |
| --- | ------------------ | - | - | - | - | ------ | ------ | --- | --- |
| 1   | Pumas UNAM (A)     | 6 | 3 | 3 | 0 | 18     | 7      | +11 | 12  |
| 2   | Houston Dynamo (A) | 6 | 2 | 3 | 1 | 9      | 9      | 0   | 9   |
| 3   | Luis Ángel Firpo   | 6 | 2 | 2 | 2 | 6      | 8      | −2  | 8   |
| 4   | San Francisco      | 6 | 0 | 2 | 4 | 4      | 13     | −9  | 2   |

|                  | PUM | HOD | FIR | SFR |
| ---------------- | --- | --- | --- | --- |
| Pumas UNAM       | –   | 4:4 | 3:0 | 6:0 |
| Houston Dynamo   | 1:3 | –   | 1:0 | 2:1 |
| Luis Ángel Firpo | 1:1 | 1:1 | –   | 1:0 |
| San Francisco    | 1:1 | 0:0 | 2:3 | –   |

| 16 września 2008 21:00 UTC-5 | San Francisco · Zapata 41' | 1:1(1:1) | Pumas UNAM · 8' Espinosa | Estadio Nacional Rod Carew, Panama Widzów: 7 000 Sędzia: Joel Aguilar |
|                              |                            |          |                          |                                                                       |

| 23 września 2008 19:00 UTC-5 | San Francisco | 0:0(0:0) | Houston Dynamo | Estadio Nacional Rod Carew, Panama Widzów: 3 400 Sędzia: Geoffrey Hospedales |
|                              |               |          |                |                                                                              |

| 24 września 2008 21:00 UTC-5 | Pumas UNAM · Cabrera 11', 37' · Pineda 35' | 3:0(3:0) | Luis Ángel Firpo | Estadio Olímpico Universitario, Meksyk Widzów: 8 205 Sędzia: Baldomero Toledo |
|                              |                                            |          |                  |                                                                               |

| 30 września 2008 21:00 UTC-5 | Pumas UNAM · López 18' · Juárez 27' · Palencia 41' · Verón 45' | 4:4(4:3) | Houston Dynamo · 4', 50' Waibel · 16', 34' (k.) Kamara | Estadio Olímpico Universitario, Meksyk Widzów: 9 179 Sędzia: Wálter Quesada |
|                              |                                                                |          |                                                        |                                                                             |

| 1 października 2008 20:00 UTC-6 | Luis Ángel Firpo · Ávila 90' | 1:0(0:0) | San Francisco | Estadio Cuscatlán, San Salvador Widzów: 426 Sędzia: Marco Rodríguez |
|                                 |                              |          |               |                                                                     |

| 7 października 2008 21:00 UTC-5 | Houston Dynamo · Wondolowski 13' · De Rosario 88' | 2:1(1:0) | San Francisco · 47' Pérez | Robertson Stadium, Houston Widzów: 4 178 Sędzia: Benito Archundia |
|                                 |                                                   |          |                           |                                                                   |

| 9 października 2008 20:00 UTC-6 | Luis Ángel Firpo · Quintanilla 52' | 1:1(0:0) | Pumas UNAM · 55' Bravo | Estadio Cuscatlán, San Salvador Widzów: 1 509 Sędzia: Ricardo Zelaya |
|                                 |                                    |          |                        |                                                                      |

| 22 października 2008 19:00 UTC-5 | San Francisco · Pérez 38' · Jiménez 83' | 2:3(1:1) | Luis Ángel Firpo · 44' Alas · 49' Sánchez · 52' Gómez Barroche | Estadio Nacional Rod Carew, Panama Widzów: 300 Sędzia: Jair Marrufo |
|                                  |                                         |          |                                                                |                                                                     |

| 22 października 2008 22:00 UTC-5 | Houston Dynamo · Jaqua 38' | 1:3(1:2) | Pumas UNAM · 18' (k.) Cacho · 30' Espinosa · 69' Palacios | Robertson Stadium, Houston Widzów: 8 741 Sędzia: Neal Brizan |
|                                  |                            |          |                                                           |                                                              |

| 28 października 2008 20:00 UTC-6 | Luis Ángel Firpo · Leguizamón 87' | 1:1(0:1) | Houston Dynamo · 16' Holden | Estadio Cuscatlán, San Salvador Widzów: 3 000 Sędzia: Jorge Gasso |
|                                  |                                   |          |                             |                                                                   |

| 29 października 2008 20:00 UTC-6 | Pumas UNAM · Palencia 28', 54' · Bravo 40' · Toledo 48' · Cortés 60' · Santana 72' | 6:0(2:0) | San Francisco | Estadio Olímpico Universitario, Meksyk Widzów: 5 982 Sędzia: Terry Vaughn |
|                                  |                                                                                    |          |               |                                                                           |

| 26 listopada 2008 19:00 UTC-6 | Houston Dynamo · Ching 12' | 1:0(1:0) | Luis Ángel Firpo | Robertson Stadium, Houston Widzów: 14 142 Sędzia: Roberto García Orozco |
|                               |                            |          |                  |                                                                         |

### Grupa C
| Lp. | Drużyna             | M | Z | R | P | Bramki | Bramki | +/– | Pkt |
| --- | ------------------- | - | - | - | - | ------ | ------ | --- | --- |
| 1   | Montreal Impact (A) | 6 | 3 | 2 | 1 | 10     | 5      | +5  | 11  |
| 2   | Atlante (A)         | 6 | 3 | 2 | 1 | 6      | 3      | +3  | 11  |
| 3   | Olimpia             | 6 | 2 | 2 | 2 | 10     | 6      | +4  | 8   |
| 4   | Joe Public          | 6 | 1 | 0 | 5 | 3      | 15     | −12 | 3   |

|                 | MTR | ATL | CDO | JOE |
| --------------- | --- | --- | --- | --- |
| Montreal Impact | –   | 0:0 | 1:1 | 2:0 |
| Atlante         | 2:1 | –   | 1:0 | 0:1 |
| Olimpia         | 1:2 | 1:1 | –   | 4:0 |
| Joe Public      | 1:4 | 0:2 | 1:3 | –   |

| 17 września 2008 20:00 UTC-4 | Montreal Impact · Pesoli 14' · Donatelli 47' | 2:0(1:0) | Joe Public | Stade Saputo, Montreal Widzów: 7 631 Sędzia: Jair Marrufo |
|                              |                                              |          |            |                                                           |

| 18 września 2008 21:00 UTC-5 | Atlante · Muñoz 27' | 1:0(1:0) | Olimpia | Estadio Andrés Quintana Roo, Cancún Widzów: 13 000 Sędzia: Paul Ward |
|                              |                     |          |         |                                                                      |

| 24 września 2008 20:00 UTC-4 | Joe Public · Richardson 79' | 1:3(0:1) | Olimpia · 32', 76' Bruschi · 60' Thomas | Marvin Lee Stadium, Tunapuna Widzów: 847 Sędzia: Antonius Pinas |
|                              |                             |          |                                         |                                                                 |

| 24 września 2008 20:00 UTC-4 | Montreal Impact | 0:0(0:0) | Atlante | Stade Saputo, Montreal Widzów: 12 187 Sędzia: Courtney Campbell |
|                              |                 |          |         |                                                                 |

| 1 października 2008 20:00 UTC-6 | Olimpia · Turcios 33' | 1:2(1:1) | Montreal Impact · 3', 72' (k.) Brown | Estadio Tiburcio Carías Andino, Tegucigalpa Widzów: 7 224 Sędzia: Elmer Bonilla |
|                                 |                       |          |                                      |                                                                                 |

| 2 października 2008 21:00 UTC-5 | Atlante | 0:1(0:0) | Joe Public · 56' Nelson | Estadio Andrés Quintana Roo, Cancún Widzów: 13 000 Sędzia: Carlos Batres |
|                                 |         |          |                         |                                                                          |

| 8 października 2008 20:00 UTC-4 | Joe Public · Noray 9' | 1:4(1:3) | Montreal Impact · 5' Placentino · 12', 78' Donatelli · 43' Byers | Hasely Crawford Stadium, Port-of-Spain Widzów: 2 000 Sędzia: Enrico Wijngaarde |
|                                 |                       |          |                                                                  |                                                                                |

| 8 października 2008 20:00 UTC-6 | Olimpia · Hernández 83' | 1:1(0:1) | Atlante · 37' Vilar | Estadio Tiburcio Carías Andino, Tegucigalpa Widzów: 3 200 Sędzia: Mark Geiger |
|                                 |                         |          |                     |                                                                               |

| 21 października 2008 20:00 UTC-4 | Joe Public | 0:2(0:1) | Atlante · 6' Valadéz · 55' Pereyra | Marvin Lee Stadium, Tunapuna Widzów: 400 Sędzia: Baldomero Toledo |
|                                  |            |          |                                    |                                                                   |

| 21 października 2008 20:00 UTC-4 | Montreal Impact · Brown 40' | 1:1(1:1) | Olimpia · 45' Bruschi | Stade Saputo, Montreal Widzów: 8 961 Sędzia: Benito Archundia |
|                                  |                             |          |                       |                                                               |

| 28 października 2008 18:00 UTC-6 | Olimpia · Allan Kardeck 26', 37' · García 72' · Silva 85' | 4:0(2:0) | Joe Public | Estadio Tiburcio Carías Andino, Tegucigalpa Widzów: 1 000 Sędzia: Walter López |
|                                  |                                                           |          |            |                                                                                |

| 28 października 2008 20:00 UTC-6 | Atlante · Ovalle 13' · Pereyra 82' | 2:1(1:1) | Montreal Impact · 3' Gjertsen | Estadio Andrés Quintana Roo, Cancún Widzów: 4 312 Sędzia: Joel Aguilar |
|                                  |                                    |          |                               |                                                                        |

### Grupa D
| Lp. | Drużyna                   | M | Z | R | P | Bramki | Bramki | +/– | Pkt |
| --- | ------------------------- | - | - | - | - | ------ | ------ | --- | --- |
| 1   | Santos Laguna (A)         | 6 | 3 | 1 | 2 | 14     | 11     | +3  | 10  |
| 2   | Puerto Rico Islanders (A) | 6 | 2 | 2 | 2 | 9      | 10     | −1  | 8   |
| 3   | Tauro                     | 6 | 2 | 2 | 2 | 9      | 10     | −1  | 8   |
| 4   | Municipal                 | 6 | 1 | 3 | 2 | 12     | 13     | −1  | 6   |

|                       | SAN | PRI | TAU | MUN |
| --------------------- | --- | --- | --- | --- |
| Santos Laguna         | –   | 3:0 | 3:0 | 3:2 |
| Puerto Rico Islanders | 4:1 | –   | 2:1 | 0:1 |
| Tauro                 | 2:0 | 2:2 | –   | 2:1 |
| Municipal             | 4:4 | 2:2 | 2:2 | –   |

| 16 września 2008 20:00 UTC-4 | Puerto Rico Islanders · Villegas 11' · Jagdeosingh 26' | 2:1(2:0) | Tauro · 58' Aguilar | Juan Ramón Loubriel Stadium, Bayamón Widzów: 3 500 Sędzia: Benito Archundia |
|                              |                                                        |          |                     |                                                                             |

| 17 września 2008 19:00 UTC-5 | Santos Laguna · Torres 10' · Benítez 32' · Vuoso 90' | 3:2(2:0) | Municipal · 49' Ramírez · 84' Acevedo | Estadio Corona, Torreón Widzów: 8 000 Sędzia: Roberto Moreno |
|                              |                                                      |          |                                       |                                                              |

| 23 września 2008 19:00 UTC-4 | Puerto Rico Islanders · Telesford 14' · Delgado 38' · Miranda 50' | 3:1(2:0) | Santos Laguna · 71' Benítez | Juan Ramón Loubriel Stadium, Bayamón Widzów: 10 112 Sędzia: Mark Geiger |
|                              |                                                                   |          |                             |                                                                         |

| 25 września 2008 20:00 UTC-5 | Tauro · Hay 47', 90' | 2:1(0:1) | Municipal · 5' Ramírez | Estadio Nacional Rod Carew, Panama Widzów: b.d. Sędzia: Neal Brizan |
|                              |                      |          |                        |                                                                     |

| 1 października 2008 20:00 UTC-6 | Municipal · Leguizamón 79' · Plata 90+2' | 2:2(0:1) | Puerto Rico Islanders · 9' Noël · 89' Gbandi | Estadio Mateo Flores, Gwatemala Widzów: 3 000 Sędzia: Roberto García Orozco |
|                                 |                                          |          |                                              |                                                                             |

| 2 października 2008 19:00 UTC-5 | Tauro · Hay 42' · Rojas 56' | 2:0(1:0) | Santos Laguna | Estadio Nacional Rod Carew, Panama Widzów: 1 500 Sędzia: Baldomero Toledo |
|                                 |                             |          |               |                                                                           |

| 8 października 2008 20:00 UTC-6 | Santos Laguna · Peralta 29' · Hernández 55' · Herrera 70' | 3:0(1:0) | Puerto Rico Islanders | Estadio Corona, Torreón Widzów: 12 000 Sędzia: Joel Aguilar |
|                                 |                                                           |          |                       |                                                             |

| 8 października 2008 19:00 UTC-5 | Municipal · Plata 15' · Acevedo 90' | 2:2(1:0) | Tauro · 57' Escobar · 60' Aguilar | Estadio Mateo Flores, Gwatemala Widzów: 1 000 Sędzia: Marco Rodríguez |
|                                 |                                     |          |                                   |                                                                       |

| 22 października 2008 19:00 UTC-5 | Santos Laguna · Benítez 11', 27' · Torres 53' | 3:0(2:0) | Tauro | Estadio Corona, Torreón Widzów: 16 000 Sędzia: Carlos Batres |
|                                  |                                               |          |       |                                                              |

| 23 października 2008 20:00 UTC-4 | Puerto Rico Islanders | 0:1(0:0) | Municipal · 87' Acevedo | Juan Ramón Loubriel Stadium, Bayamón Widzów: 7 500 Sędzia: Geoffrey Hospedales |
|                                  |                       |          |                         |                                                                                |

| 29 października 2008 19:00 UTC-5 | Tauro · Hay 42' (k.), 77' | 2:2(1:2) | Puerto Rico Islanders · 15' Telesford · 28' Noël | Estadio Nacional Rod Carew, Panama Widzów: 1 500 Sędzia: Germán Arredondo |
|                                  |                           |          |                                                  |                                                                           |

| 30 października 2008 20:00 UTC-6 | Municipal · Ramírez 38' (k.), 64' (k.), 90' · Leguizamón 71' | 4:4(1:1) | Santos Laguna · 11', 47' (k.), 57' (k.) Herrera · 74' Peralta | Estadio Mateo Flores, Gwatemala Widzów: 1 764 Sędzia: Wálter Quesada |
|                                  |                                                              |          |                                                               |                                                                      |

## Faza pucharowa

### Drabinka
|  | Ćwierćfinały | Ćwierćfinały    | Ćwierćfinały | Ćwierćfinały | Ćwierćfinały |   |   | Półfinały     | Półfinały | Półfinały | Półfinały | Półfinały |  |  | Finał | Finał     | Finał | Finał | Finał |
|  |              |                 |              |              |              |   |   |               |           |           |           |           |  |  |       |           |       |       |       |
|  | A1           | PR Islanders    | 2            | 1            | 3            |   |   |               |           |           |           |           |  |  |       |           |       |       |       |
|  | D2           | Marathón        | 1            | 0            | 1            |   |   |               |           |           |           |           |  |  |       |           |       |       |       |
|  | D2           | Marathón        | 1            | 0            | 1            |   |   | PR Islanders  | 2         | 1         | 3         |           |  |  |       |           |       |       |       |
|  |              |                 |              |              |              |   |   | PR Islanders  | 2         | 1         | 3         |           |  |  |       |           |       |       |       |
|  |              |                 | Cruz Azul    | 0            | 3            | 3 |   |               |           |           |           |           |  |  |       |           |       |       |       |
|  | A2           | Cruz Azul       | Cruz Azul    | 0            | 3            | 3 | 0 | 0             | 0         |           |           |           |  |  |       |           |       |       |       |
|  | A2           | Cruz Azul       |              |              |              |   | 0 | 0             | 0         |           |           |           |  |  |       |           |       |       |       |
|  | B1           | Pumas UNAM      | 0            | 4            | 4            |   |   |               |           |           |           |           |  |  |       |           |       |       |       |
|  |              |                 |              |              |              |   |   |               |           |           |           |           |  |  |       | Cruz Azul | 0     | 0     | 0     |
|  |              |                 |              | Atlante      | 2            | 0 | 2 |               |           |           |           |           |  |  |       |           |       |       |       |
|  | C1           | Montreal Impact | 2            | 2            | 4            |   |   |               |           |           |           |           |  |  |       |           |       |       |       |
|  | D1           | Santos Laguna   | 0            | 5            | 5            |   |   |               |           |           |           |           |  |  |       |           |       |       |       |
|  | D1           | Santos Laguna   | 0            | 5            | 5            |   |   | Santos Laguna | 2         | 1         | 3         |           |  |  |       |           |       |       |       |
|  |              |                 |              |              |              |   |   | Santos Laguna | 2         | 1         | 3         |           |  |  |       |           |       |       |       |
|  |              |                 | Atlante      | 1            | 3            | 4 |   |               |           |           |           |           |  |  |       |           |       |       |       |
|  | B2           | Houston Dynamo  | Atlante      | 1            | 3            | 4 | 1 | 0             | 1         |           |           |           |  |  |       |           |       |       |       |
|  | B2           | Houston Dynamo  |              |              |              |   | 1 | 0             | 1         |           |           |           |  |  |       |           |       |       |       |
|  | C2           | Atlante         | 1            | 3            | 4            |   |   |               |           |           |           |           |  |  |       |           |       |       |       |

### Ćwierćfinały
| Drużyna 1                            | Wynik dwumeczu | Drużyna 2     | Pierwszy mecz | Drugi mecz |
| ------------------------------------ | -------------- | ------------- | ------------- | ---------- |
| Puerto Rico Islanders                | 3:1            | Marathón      | 2:1           | 1:0        |
| Cruz Azul                            | 2:0            | Pumas UNAM    | 1:0           | 1:0        |
| Montreal Impact                      | 4:5            | Santos Laguna | 2:0           | 2:5        |
| Houston Dynamo                       | 2:3            | Atlante       | 0:0           | 0:3        |
| Po lewej gospodarz pierwszego meczu. |                |               |               |            |

#### Pierwsze mecze
| 24 lutego 2009 21:00 UTC-6 | Houston Dynamo · Boswell 34' | 1:1(1:0) | Atlante · 82' Pereyra | Robertson Stadium, Houston Widzów: 10 203 Sędzia: Neal Brizan |
|                            |                              |          |                       |                                                               |

| 25 lutego 2009 20:00 UTC-5 | Montreal Impact · Sebrango 5', 77' | 2:0(1:0) | Santos Laguna | Stadion Olimpijski, Montreal Widzów: 55 571 Sędzia: Terry Vaughn |
|                            |                                    |          |               |                                                                  |

| 25 lutego 2009 21:00 UTC-6 | Cruz Azul · Lozano 4' | 1:0(1:0) | Pumas UNAM | Estadio Azul, Meksyk Widzów: 12 000 Sędzia: Wálter Quesada |
|                            |                       |          |            |                                                            |

| 26 lutego 2009 21:00 UTC-4 | Puerto Rico Islanders · Addlery 74' · Jagdeosingh 81' | 2:1(0:1) | Marathón · 41' Palacios | Juan Ramón Loubriel Stadium, Bayamón Widzów: 3 500 Sędzia: Courtney Campbell |
|                            |                                                       |          |                         |                                                                              |

#### Rewanże
| 3 marca 2009 21:00 UTC-6 | Atlante · Navarro 23' · Márquez Lugo 36' · Maldonado 90' | 3:0(2:0) | Houston Dynamo | Estadio Andrés Quintana Roo, Cancún Widzów: 10 000 Sędzia: Silviu Petrescu |
|                          |                                                          |          |                |                                                                            |

| 4 marca 2009 19:00 UTC-6 | Marathón | 0:1(0:0) | Puerto Rico Islanders · 90' Addlery | Estadio Olímpico Metropolitano, San Pedro Sula Widzów: 8 000 Sędzia: Elmar Rodas |
|                          |          |          |                                     |                                                                                  |

| 4 marca 2009 21:00 UTC-6 | Pumas UNAM | 0:1(0:0) | Cruz Azul · 85' Riveros | Estadio Olímpico de Universitario, Meksyk Widzów: 19 721 Sędzia: Joel Aguilar |
|                          |            |          |                         |                                                                               |

| 5 marca 2009 21:00 UTC-6 | Santos Laguna · Benítez 16' · Vuoso 54', 74' · Quintero 90+1', 90+3' | 5:2(1:2) | Montreal Impact · 24' Brown · 38' Sebrango | Estadio Corona, Torreón Widzów: 12 000 Sędzia: Roberto Moreno |
|                          |                                                                      |          |                                            |                                                               |

### Półfinały
| Drużyna 1                            | Wynik dwumeczu | Drużyna 2 | Pierwszy mecz | Drugi mecz  |
| ------------------------------------ | -------------- | --------- | ------------- | ----------- |
| Puerto Rico Islanders                | 3:3 (k. 2:4)   | Cruz Azul | 2:0           | 1:3 (dogr.) |
| Santos Laguna                        | 3:4            | Atlante   | 2:1           | 1:3         |
| Po lewej gospodarz pierwszego meczu. |                |           |               |             |

#### Pierwsze mecze
| 17 marca 2009 20:00 UTC-4 | Puerto Rico Islanders · Gbandi 4' · Addlery 36' | 2:0(2:0) | Cruz Azul | Juan Ramón Loubriel Stadium, Bayamón Widzów: 12 751 Sędzia: Neal Brizan |
|                           |                                                 |          |           |                                                                         |

| 18 marca 2009 20:00 UTC-6 | Santos Laguna · Quintero 5', 73' | 2:1(1:1) | Atlante · 33' Pereyra | Estadio Corona, Torreón Widzów: 7 500 Sędzia: Wálter Quesada |
|                           |                                  |          |                       |                                                              |

#### Rewanże
| 7 kwietnia 2009 21:00 UTC-5                  | Cruz Azul · Zeballos 44' · Orozco 85' · Villaluz 99' | 3:1 (dogr.) k. 4:2(1:0, 2:0, 3:1)        | Puerto Rico Islanders · 92' Gbandi | Estadio Azul, Meksyk Widzów: 6 928 Sędzia: Paul Ward |
|                                              |                                                      |                                          |                                    |                                                      |
|                                              |                                                      | Rzuty karne                              |                                    |                                                      |
| Zeballos · Andrade · Torrado · Lugo · Orozco |                                                      | Arrieta · Delgado · Jagdeosingh · Krause |                                    |                                                      |

| 8 kwietnia 2009 21:00 UTC-5 | Atlante · Márquez Lugo 42', 90' (k.) · Maldonado 73' | 3:1(1:0) | Santos Laguna · 68' Vuoso | Estadio Andrés Quintana Roo, Cancún Widzów: 12 000 Sędzia: Mark Geiger |
|                             |                                                      |          |                           |                                                                        |

### Finał
| Drużyna 1                            | Wynik dwumeczu | Drużyna 2 | Pierwszy mecz | Drugi mecz |
| ------------------------------------ | -------------- | --------- | ------------- | ---------- |
| Cruz Azul                            | 0:2            | Atlante   | 0:2           | 0:0        |
| Po lewej gospodarz pierwszego meczu. |                |           |               |            |

| 23 kwietnia 2009 21:00 UTC-6 | Cruz Azul | 0:2(0:2) | Atlante · 17' Navarro · 24' Bermúdez | Estadio Azul, Meksyk Widzów: 22 718 Sędzia: Marco Rodríguez |
|                              |           |          |                                      |                                                             |

| 12 maja 2009 21:00 UTC-6 | Atlante | 0:0(0:0) | Cruz Azul | Estadio Andrés Quintana Roo, Cancún Widzów: 13 000 Sędzia: Benito Archundia |
|                          |         |          |           |                                                                             |

## Klasyfikacja strzelców
| Pozycja | Zawodnik               | Zespół          | Mecze         | Bramki | Minuty na boisku |
| ------- | ---------------------- | --------------- | ------------- | ------ | ---------------- |
| 1.      | Javier Orozco          | Cruz Azul       | 6             | 7      | 342'             |
| 2.      | Brunet Hay             | Tauro           | 5             | 5      | 221'             |
| 2.      | Francisco Palencia     | Pumas UNAM      | 5             | 5      | 422'             |
| 2.      | Guillermo Ramírez      | Municipal       | 5             | 5      | 443'             |
| 2.      | Gregory Richardson     | Joe Public      | 7             | 5      | 630'             |
| 2.      | Christian Benítez      | Santos Laguna   | 8             | 5      | 675'             |
| 7.      | Carlos Darwin Quintero | Santos Laguna   | 4             | 4      | 183'             |
| 7.      | Agustín Herrera        | Santos Laguna   | 5             | 4      | 249'             |
| 7.      | Pablo Zeballos         | Cruz Azul       | 9             | 4      | 414'             |
| 7.      | Milton Núñez           | Marathón        | 7             | 4      | 517'             |
| 7.      | Roberto Brown          | Montreal Impact | 8             | 4      | 537'             |
| 7.      | Vicente Matías Vuoso   | Santos Laguna   | 7             | 4      | 575'             |
| 7.      | Edwin Aguilar          | Tauro           | 7             | 4      | 630'             |
| 7.      | Gabriel Pereyra        | Atlante         | 10            | 4      | 770'             |
| 15.     | 11 zawodników          | 11 zawodników   | 11 zawodników | 3      |                  |
| 26.     | 27 zawodników          | 27 zawodników   | 27 zawodników | 2      |                  |
| 53.     | 66 zawodników          | 66 zawodników   | 66 zawodników | 1      |                  |

Źródło: